# Jesús Geles
Jesús Geles (* 22. Februar 1988 in Cartagena) ist ein kolumbianischer Boxer im Halbfliegengewicht. 

## Profikarriere
Im Jahre 2008 begann Geles seine Profikarriere. Ende Oktober 2010 boxte er gegen Omar Soto um die Interims-Weltmeisterschaft des Verbandes WBO und gewann durch Mehrheitsentscheidung. Am 5. Februar des darauffolgenden Jahres verteidigte er diesen Gürtel gegen Ramón García Hirales durch geteilte Punktrichterentscheidung. 
Im April desselben Jahres wurde ihm der volle Weltmeister-Status zugesprochen. Diesen Titel verlor er bei seiner ersten Titelverteidigung im Rematch an Hirales Ende desselben Monats durch klassischen K. o. in Runde 4.